# Śmierć Wolfganga Amadeusa Mozarta

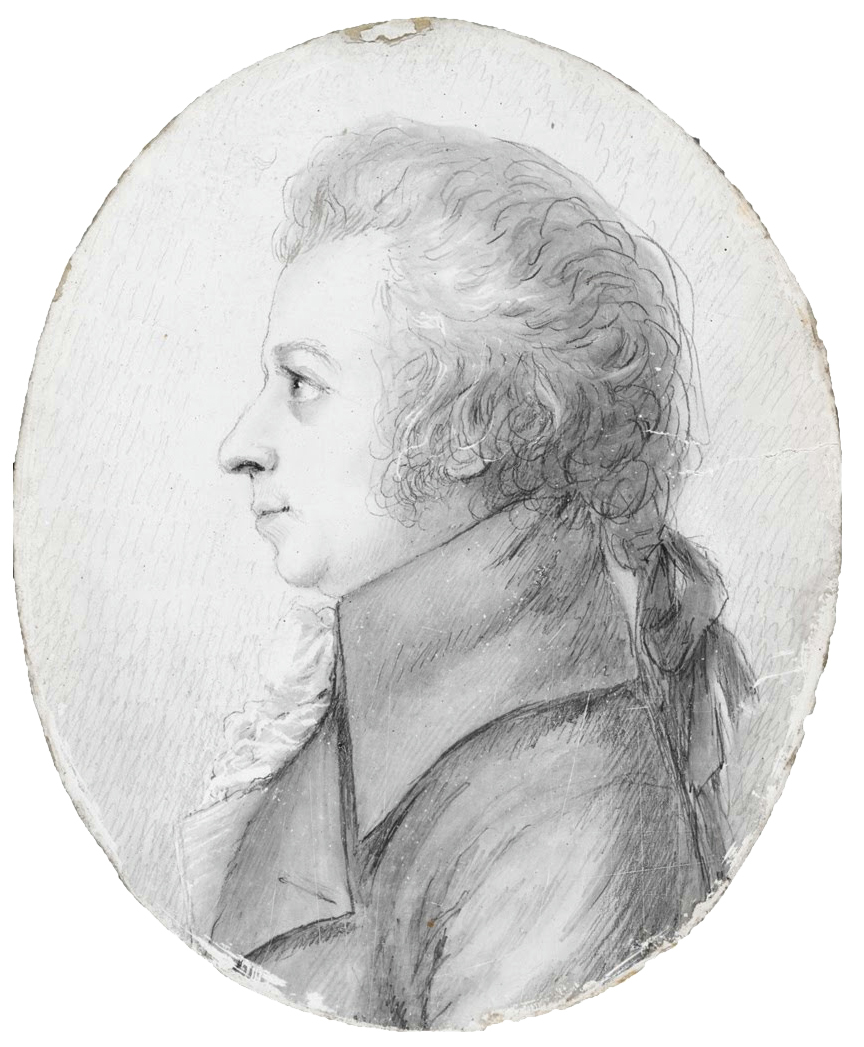
Mozart w 1789 na 2 lata przed śmiercią. Rysowała Doris Stock

Kompozytor Wolfgang Amadeus Mozart zmarł 5 grudnia 1791 roku w wieku 35 lat z powodu krótkiej choroby. Okoliczności jego śmierci są przedmiotami wielu badań i spekulacji.

## Choroba i ostatnie dni
Mozart miał problemy zdrowotne przez całe swoje życie, cierpiał m.in. na ospę, zapalenie migdałków, zapalenie oskrzeli, zapalenie płuc, dur brzuszny, reumatyzm i choroby dziąseł. Początki dolegliwości wiązane bezpośrednio ze śmiercią kompozytora wiązane są z jego przyjazdem do Pragi, w celu nadzorowania prapremiery jego nowej opery „Łaskawość Tytusa” w 1791 roku. Spektakl odbył się z powodzeniem, jednakże w Pradze Mozart poczuł się słabo. Pierwszy biograf Mozarta – Franz Xaver Niemetschek napisał: „… był blady zarazem smutny, jednak swój dobry humor okazywał żartami z przyjaciółmi.”
Po powrocie do Wiednia, stan Mozarta stopniowo się pogarszał. Przez pewien czas był jednak w stanie pracować i ukończył Koncert klarnetowy, a następnie pracował nad Requiem oraz prowadził przygotowania przed premierowym spektaklem „Czarodziejskiego fletu”. Był wówczas zaniepokojony swoim pogarszającym się stanem zdrowia. Związana z tym faktem jest relacja Niemetschka:

Po powrocie do Wiednia jego niedyspozycja wzrosła znacznie i spowodowała depresję kompozytora. Jego żona była tym bardzo zmartwiona. Pewnego dnia, kiedy wybrała się z nim do Prater w celach rozrywkowych, Mozart zaczął mówić o śmierci i o tym, że pisze Requiem dla siebie. Łzy zaczęły lecieć z oczu wrażliwego człowieka: «Czuję zdecydowanie – mówił – że nie będzie to trwać długo, jestem pewien, że zostałem otruty. Nie mogę się pozbyć tej myśli z mojej głowy.»

Konstancja próbowała pocieszyć męża, przekonywała go, aby odstawił na chwilę Requiem i ukończył „Freimauerkantate Kv 623” napisaną z okazji otwarcia własnej loży masońskiej. Kantata została ukończona na czas i jej premiera odbyła się 18 listopada. Po premierze Mozart powiedział Konstancji, że czuł się z siebie "dumny". Miał także powiedzieć: „Tak, widzę, że byłem chory, aby przyszedł mi do głowy tak absurdalny pomysł, jako podano by mi truciznę, wrócę do pracy nad Requiem.”
Mimo to najgorsze objawy chorobowe niedługo nadeszły ponownie, wraz z przeczuciem, że został otruty. Został przykuty do łóżka 20 listopada, cierpiał na obrzęki, silne bóle i wymioty.

## Śmierć
Okoliczności śmierci Mozarta zostały opisane przez jednego ze wcześniejszych biografów kompozytora – Georga Nikolausa Nissena – przyszłego męża Konstancji. Napisał: „[Choroba] rozpoczęła się od obrzęku stóp i rąk, przez które został unieruchomiony, następnie pojawiły się nagłe wymioty… Aż do dwóch godzin przed śmiercią był całkowicie przytomny.” Jego ciało było aż tak obrzęknięte, że nie mógł samemu nawet zmienić pozycji na łóżku. Był żegnany przez rodzinę jego żony, teściową i szwagierkę.
Wolfgang Amadeus Mozart zmarł we własnym domu w Wiedniu około godz. 1 w nocy 5 grudnia 1791 roku. Sophie Weber, siostra Konstancji, przypominała: „Nie jestem w stanie opisać bezgraniczną niedolę Konstancji, która rzuciła się na kolana i błagała Wszechmogącego o uratowanie go. Nie mogła się od niego oderwać, błagała Go, tak jak ja”.

## Pogrzeb

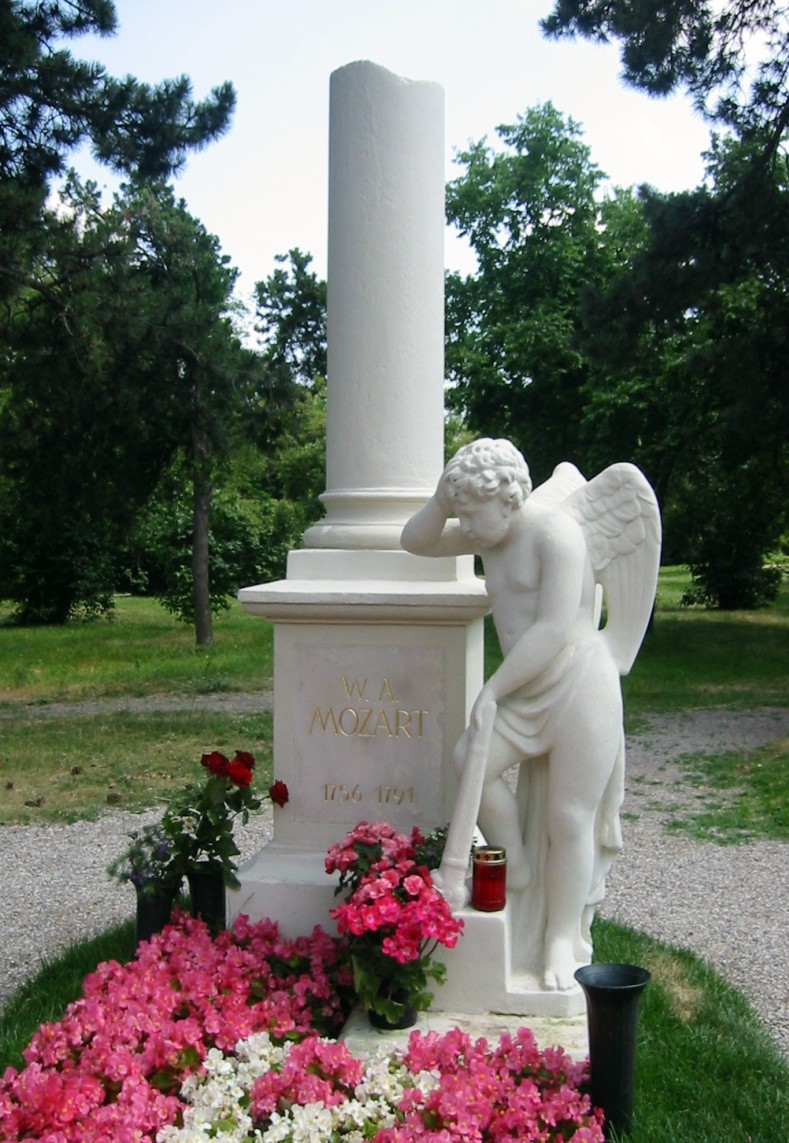
Pomnik poświęcony Mozartowi na Cmentarzu św. Marka w Wiedniu

Ustaleń pogrzebowych dokonał przyjaciel i mecenas Mozarta – baron Gottfried van Swieten.
Cytując Grove Dictionary of Music and Musicians: “Zgodnie z ówczesnym wiedeńskim zwyczajem Mozart został pochowany w zbiorowej mogile na Cmentarzu św. Marka poza miastem w dniu 7 grudnia”. Otto Jahn – niemiecki archeolog – napisał w 1856, że Franz Xaver Süssmayr, Gottfried van Swieten, Antonio Salieri i dwóch innych muzyków było obecnych. Nieprawdą jest twierdzenie, jakoby tego dnia była burza i padał śnieg – dzień był spokojny.
Powszechne przekonanie, że Mozart został pochowany w grobie nędzarza, również jest bezpodstawne. „Mogiła”, o której mowa powyżej, była przeznaczona dla osób, które nie pochodziły z kręgu arystokracji. Był to po prostu pojedynczy grób, z tym, że miasto już po dziesięciu latach miało prawo do dalszych pochówków w tym miejscu. Groby należące do arystokracji były oszczędzone od takich działań. W 1801 roku na cmentarzu w Wiedniu czaszka Mozarta została ekshumowana i zbadana w celu identyfikacji przez kilku naukowców w 1989–1991.

## Po śmierci kompozytora
Po śmierci męża, Konstancja musiała zapewnić swojej rodzinie bezpieczeństwo finansowe – Mozartowie mieli dwoje dzieci, a W.A. Mozart zmarł z niespłaconymi długami. 11 grudnia 1791 z powodzeniem zwróciła się do cesarza o przyznanie renty wdowiej w związku ze służbą Mozarta u cesarza jako kompozytora muzyki kameralnej. Dodatkowo zorganizowała koncerty jego muzyki i opublikowała wiele prac męża. W rezultacie Konstancja zdołała zabezpieczyć się finansowo.
Niedługo po śmierci kompozytora, prace nad jego biografią rozpoczął Friedrich Schlichtegroll. Napisał ją na podstawie informacji siostry Mozarta – Nannerl. Również Franz Niemetschek z pomocą Konstancji opisał życie kompozytora. Konstancja wspomogła swojego drugiego męża – Georga Nikolausa Nissena – w pisaniu zdecydowanie bardziej szczegółowej biografii opublikowanej w 1826 roku.
Reputacja muzyki Mozarta wzrosła po jego śmierci. Jego XX-wieczny biograf Maynard Solomon opisuje „bezprecedensową falę entuzjazmu” odnośnie do liczby wydawców jego kompozycji.

## Relacje pierwszych osób
Osoby obecne przy śmierci Mozarta przelały swoje wspomnienia na papier na własną rękę bądź za pośrednictwem innych osób. Opowiedziane historie nie są całkowicie zgodne, może to być spowodowane faktem, iż niektóre przekazy są odnotowane aż do 1820, kiedy wspomnienia świadków mogły już być nieco zatarte. 
Benedikt Schack, bliski przyjaciel Mozarta, dla którego została napisana rola Tamina w operze „Czarodziejski flet”, powiedział w wywiadzie, że w ostatnim dniu życia Mozart brał udział w próbie niedokończonego jeszcze Requiem. Wątpliwa relacja Shacka pojawiła się z jego nekrologiem 25 lipca 1827 roku w„ Allgemeine Musikalische Zeitung”:

W przeddzień swojej śmierci [Mozart] poprosił o partyturę nieskończonego Requiem, następnie sam zaśpiewał linię altową. Schack, przyjaciel rodziny śpiewał linię sopranową. Hofer, szwagier Mozarta zaśpiewał linię tenoru, a Gerl, przyszła piosenkarka Mannheim Theater, linię basu. Gdy byli na pierwszych taktach Lacrimosy, Mozart zaczął gorzko płakać. Odłożył nuty i 11 godzin później o pierwszej w nocy (5 grudnia) opuścił ten świat.

Biograf Niemetschek odnosi się do podobnej relacji:

W dniu śmierci poprosił o swoje nuty. «Czy nie powiedziałem wcześniej, że piszę to Requiem dla siebie?» Powiedziawszy to spojrzał ze łzami w oczach na swoją pracę.

Powszechnie powtarzane twierdzenie, że Mozart podyktował na łożu śmierci fragmenty Requiem jego uczniowi Süssmayrowi zostały podane w wątpliwość przez Salomona, który uważa, że najwcześniejsze wzmianki o tym pochodzą dopiero z 1856. Sophie Weber stwierdziła jednak, że pamięta jak Mozart dawał instrukcje Süssmayrowi.
W liście z roku 1840 kompozytor Ignaz von Seyfried twierdzi, że feralnej nocy Mozart cały czas myślał o operze Czarodziejski flet. Mozart szepnął do Konstancji, odnosząc się do jej siostry Joshepy Hofer, która była sopranem koloraturowym i grała Królową Nocy w prapremierze.

Cicho, cicho! Hofer jest już przy górnym F! – teraz moja szwagierka śpiewa swoją drugą Arię – «Der Hölle Rache»! Jak mocno uderza i dosięga górnego b! «Hört! hört! hört! der Mutter Schwur!»

Salomon, jednocześnie zauważając, że biografowie Mozarta często pomijali „okrutniejsze wspomnienia” z jego śmierci, stwierdził: "Konstancja powiedziała Nissenowi, że tuż przed swoją śmiercią Mozart zapytał, co powiedział [jego lekarz] dr Closset. Kiedy skłamała mu, żeby go uspokoić, on odpowiedział: «to nieprawda». Był bardzo zmartwiony: «Przyjdzie mi umrzeć teraz, kiedy jestem w stanie dbać o ciebie i o dzieci. Ach… teraz zostawię cię bez środków do życia» I w tym czasie, kiedy to powiedział bardzo mocno zwymiotował. Był martwy”
Starszy, siedmioletni syn Mozarta Carl, był obecny przy śmierci ojca, potem napisał:

Szczególnie godnym uwagi jest, moim zdaniem, fakt, że na kilka dni przed śmiercią jego ciało stało się tak opuchnięte, że nie był w stanie wykonać nawet najmniejszego ruchu, ponadto, było czuć odór, który towarzyszył wewnętrznemu rozkładowi, na tyle nasilonemu, że po śmierci nie można było wykonać autopsji.

## Diagnozy pośmiertne
Ze względu na ówczesny stan rozpoznania, nie można ustalić, co konkretnie spowodowało śmierć kompozytora. W rejestrze parafialnym napisano: „zmarł z powodu ciężkiej, prosówkowej gorączki”. Termin „prosówkowej” odnosi się do guzków na skórze przypominające proso. Nie jest to jednak nazwa rzeczywistej choroby.
Wcześnie pojawiły się przypuszczenia co do zabójstwa Mozarta. 
Jedna z najwcześniejszych pogłosek mówi, że Mozart został otruty przez swojego kolegę Antoniego Salieriego. Ta plotka jednak nie jest prawdą, gdyż objawy chorobowe Mozarta nie wskazują na zatrucie. Mimo tego Salieri był oskarżany o to, że przyczynił się do śmierci Mozarta i jego załamania nerwowego w późniejszym życiu.
Śmierć Mozarta była też przypisywana uchybieniom ze strony jego lekarza – Closseta. Jego siostrzenica to relacjonuje w 1825. Borowitz podsumowuje:
Kiedy Mozart stracił przytomność, jeden z jego doktorów – Nikolaus Closset przybywszy do teatru kazał założyć zimne okłady na rozgorączkowane czoło kompozytora.
W artykule dziennika w 1908 zasugerowano, że przyczyną śmierci Mozarta mógł być niedobór witaminy D, który doprowadził do zaburzeń zdrowotnych.
Jest także sugestia, że kompozytor zmarł w wyniku swojej hipochondrii i skłonności do przyjmowania leków patentowych zawierających antymon. W ostatnich dniach było to potęgowane przez recepty na leki z antymonem, aby złagodzić gorączkę, przez co wyraźnie cierpiał.
W artykule w czasopiśmie „Neurology” z 1994 opisano koncepcję, jakoby Mozart zmarł z powodu krwiaka. Uważa się, że czaszka kompozytora została zachowana przez następcę grabarza, który nadzorował pogrzeb Mozarta, a następnie przekazana do salzburskiego anatoma Josefa Hyrtla i Mozarteum w Salzburgu. Rekonstrukcja tkanek miękkich związanych z czaszki ujawnia znaczną zgodność z portretami Mozarta. Badania czaszki sugerowały przedwczesne zamknięcie szwu czołowego, sugerowanego na podstawie jego fizjonomii. Pęknięcie z lewej strony i towarzyszące temu erozje mogły podnieść kwestię przewlekłego krwiaka. Byłoby to zgodne z kilkoma upadkami z 1789 i 1790. Mogły one też spowodować osłabienie, bóle głowy i osłabnięcia, jakie towarzyszyły Mozartowi w dwóch ostatnich latach jego życia. Dodatkowo pogorszenie jego stanu zdrowia mogło spowodować agresywne puszczanie krwi używane wtedy do leczenia gorączki reumatycznej.
W publikacji z 2000 roku zespół dwóch lekarzy (Faith T. Fitzgerald i Philip A. Maćkowiak) oraz muzykolog (Neal Zaslaw) przedstawiwszy dowody historyczne wstępnie zdecydował się na diagnozę gorączki reumatycznej.
W 2009 roku brytyjscy, wiedeńscy i holenderscy specjaliści przeprowadzili epidemiologiczne badania w połączeniu z badaniem innych zgonów w Wiedniu w czasie śmierci Mozarta. Doszli oni do wniosku, że możliwe, iż kompozytor zmarł na zakażenie paciorkowcowe prowadzące do ostrego zespołu nerczycowego spowodowanego przez popaciorkowcowe zapalenie kłębuszkowe nerek. Choroba ta została również nazwana „Wassersucht” w Austrii.